# Luis Villar
Luis Villar, né le 15 mars 1967 à Carrilobo, dans la province de Córdoba en Argentine, est un ancien joueur argentin de basket-ball. Il évolue au poste d'ailier.

## Palmarès
- Finaliste du Tournoi des Amériques 1993
- Finaliste du Tournoi des Amériques 1995